# Center (Dakota del Nord)
Center és una població dels Estats Units a l'estat de Dakota del Nord. Segons el cens del 2000 tenia 678 habitants.

## Demografia
Segons el cens del 2000, Center tenia 678 habitants, 279 habitatges, i 196 famílies. La densitat de població era de 671,2 hab./km².
Dels 279 habitatges en un 33,3% hi vivien nens de menys de 18 anys, en un 62% hi vivien parelles casades, en un 5,7% dones solteres, i en un 29,4% no eren unitats familiars. En el 26,2% dels habitatges hi vivien persones soles el 16,5% de les quals corresponia a persones de 65 anys o més que vivien soles. El nombre mitjà de persones vivint en cada habitatge era de 2,43 i el nombre mitjà de persones que vivien en cada família era de 2,93.
Per edats la població es repartia de la següent manera: un 24,6% tenia menys de 18 anys, un 5,8% entre 18 i 24, un 22,6% entre 25 i 44, un 33% de 45 a 60 i un 14% 65 anys o més.
L'edat mediana era de 44 anys. Per cada 100 dones de 18 o més anys hi havia 92,8 homes.
La renda mediana per habitatge era de 41.406 $ i la renda mediana per família de 57.045 $. Els homes tenien una renda mediana de 54.750 $ mentre que les dones 18.393 $. La renda per capita de la població era de 20.043 $. Entorn del 2,1% de les famílies i el 7,6% de la població estaven per davall del llindar de pobresa.

## Poblacions més properes
El següent diagrama mostra les poblacions més properes.